# بردر (قوچان)

## موقعیت
بَردَر روستایی است از توابع بخش باجگیران شهرستان قوچان در استان خراسان رضوی ایران.این روستا از شمال به عشق‌آباد از جنوب به امام‌قلی (قوچان) و قوچان و از غرب به قرجقه و از شرق به باجگیران راه دارد. در گذشته این روستا دارای گمرک بوده ولی حالا گمرک آن به باجگیران انتقال داده شده است. 
با استناد به دست نوشته‌ ای از آخوندملااحمد اولیایی از فضلای این روستا متوفی به سال ۱۳۴۴. تاسیس روستای بردر در دو بازه زمانی کوتاه از هم انجام گرفته است. قسمت شمال یا آفتابرو یا به اصطلاح کردی کرمانجی " بَروژ" در سال ۱۲۷۲ خورشیدی و قسمت جنوب یا نسَر یا " زمانگ" سه سال بعد در سال ۱۲۷۵ خورشیدی بنیاد نهاده شد . لازم به توضیح است بانیان قسمت شمال از تیره شامالی ها و قسمت جنوب از تیره کالاجان بودند.امروزه کالاجان اکثریت مردم روستا را شامل می شوند و قدرت روستا نیز در دست این تیره است. همچنین روستای فعلی بردر به واقع چهارمین روستای بردر است که در طی افزون بر یک هزاره ساخته شده است  چون اولین بار نام روستای بردر در کتاب احسن التقاسیم فی معرفت الاقالیم تالیف مقدسی به سال ۳۷۵ هجری ذکر شده که یکی از منازل بین نیشابور و نیسا بوده است.زبان مردم بردر کرمانجی می باشد

## جمعیت
این روستا در دهستان دولتخانه قرار داشته و بر اساس سرشماری سال ۱۳۸۵ جمعیت آن ۶۶۵ نفر (۱۷۳ خانوار)
بوده است.

## جستار های وابسته
- باجگیران
- دربادام
- قرجقه
- چوینلی
- کرمانج
- قوچان
- امام‌قلی (قوچان)